# Sanana
Sanana, indonesisch Pulau Sanana, ist eine 558 km² große indonesische Insel der Sula-Inseln der Molukken.
Sanana liegt im Südosten der Insel Mangole, hat einen Umfang von 136,7 km und ungefähr 20.000 Einwohner. Die höchste Erhebung ist 695 m hoch. 
Es wird Reis angebaut, Mais, Kokospalmen, Zuckerrohr und Tabak. Es wird Sago gewonnen und Fischerei betrieben. Die Hauptstadt heißt ebenfalls Sanana und hat einen Flughafen.

## Fauna
Folgende Tierarten kommen vor (Auswahl):
- Grauer Kuskus  (Phalanger orientalis) (eingeführt)
- Wildschwein (Sus scrofa) (eingeführt)
- Pazifische Ratte (Rattus exulans) (eingeführt)
- Zwerg-Langzungenflughund (Macroglossus minimus)
- Röhrennasenflughunde (Nyctimene cephalotes)
- Blumennasen-Fledermaus (Anthops ornatus)
- Langflügelfledermaus (Miniopterus schreibersi)